# De Havilland Canada DHC-6 Twin Otter
Де-Хэвиленд Канада DHC-6 Твин Оттер (англ. de Havilland Canada DHC-6 Twin Otter) — двадцатиместный турбовинтовой пассажирский самолёт с укороченным взлётом и посадкой и не убираемым шасси, разработанный канадским подразделением компании de Havilland. Пригоден для эксплуатации с неподготовленных грунтовых площадок, широко используется на воздушных линиях малой протяжённости, на аэродромах с короткими ВПП, в экспедиционных условиях. Первый самолёт был передан в эксплуатацию в 1966 году. Серийное производство велось компанией de Havilland Canada и продолжалось до 1988 года. В 2007 году производство самолётов было возобновлено канадской авиастроительной компанией Viking Air. Первые самолёты новой модификации Series 400 переданы заказчику в 2010 году.

## Технические характеристики

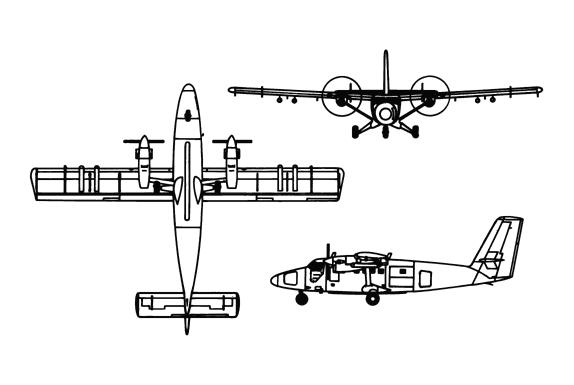

В скобках даны характеристики для модели Series 400
- Экипаж: минимум 1, обычно 2 человека
- Вместимость: 19 или 20 пассажиров
- Длина: 15,77 м
- Размах крыла: 19,8 м
- Высота: 5,9 м
- Площадь крыла: 39 м²
- Масса пустого: от 3363 кг до 3628 (3121) кг
- Максимальная взлётная масса: 5670 кг
- Двигатель: турбовинтовые, 2×Pratt & Whitney PT6A-27 (PT6A-34), мощность 620—680 (750) л. с. каждый
- Максимальная скорость: 314 км/ч
- Крейсерская скорость: 278 км/ч
- Дальность полёта (без загрузки): 1434 (1480) км
- Практический потолок: 7620 м
- Скороподъёмность: 8,1 м/с
- Длина разбега: 366 м

## Эксплуатанты

### Гражданские авиакомпании
| Антигуа и Барбуда - Carib Aviation Австралия - Ansett Australia — больше не использует. - East-West Airlines (Australia) — больше не использует. - MacRobertson Miller Airlines — больше не использует. - Trans Australia Airlines — больше не использует. Канада - Adlair Aviation - Air Inuit - Air Labrador - Air Tindi - Arctic Sunwest Charters - Kenn Borek Air - Manitoba Government Air Services - Ministry of Natural Resources (Ontario) - Nakina Air Service - NorOntair — больше не использует. - North-Wright Airways - North Cariboo Air - Provincial Airlines - Sander Geophysics - Transwest Air - Viking Air - West Coast Air Каймановы острова - Cayman Airways Чили - Aerovías DAP Китай - China Flying Dragon Aviation - Civil Aviation Administration of China Колумбия - Aerolínea de Antioquia - SAM Colombia — больше не использует. Коста Рика - Nature Air | Хорватия - European Coastal Airlines Восточноафриканское сообщество - East African Airways — больше не использует. Финляндия - Kar-Air - Malmilento Фиджи - Pacific Sun Греция - AirSea Lines Гренландия - Air Greenland Гваделупа - Air Antilles Express Гайана - Guyana Airways — больше не использует. Исландия - Air Iceland - Norlandair Индонезия - Airfast Indonesia - Merpati Nusantara Airlines Израиль - SkyKef Ямайка - Air Jamaica Express — больше не использует Кения - Air Kenya - KAL Aviation (KALAIR) - Skytrail Air Safaris Мадагаскар - Air Madagascar Малайзия - MASWings подразделение Malaysia Airlines Мальдивские острова - Maldivian Air Taxi - Trans Maldivian Airways | Мали - Air Mali (1960—1985) Мальта - Harbourair (Malta) Маврикий - Air Mauritius Непал - Nepal Airlines - Yeti Airlines Нидерландские Антильские острова - ALM Antillean Airlines — больше не использует - Dutch Caribbean Airlines — больше не использует - Windward Islands Airways Новая Каледония - Air Loyauté Новая Зеландия - Mount Cook Airline Норвегия - Widerøe Пакистан - Pakistan International Airlines Панама - Aeroperlas - Air Panama Папуа — Новая Гвинея - Airlines PNG Португалия - TAP Portugal Пуэрто-Рико - Crown Air - Dorado Wings Сан-Томе и Принсипи - Air São Tomé e Príncipe Сейшельские острова - Air Seychelles Соломоновы Острова - Solomon Airlines | Шри-Ланка - SriLankan Airlines Суринам - Surinam Airways Швейцария - Zimex Aviation Теркс и Кайкос - Air Turks and Caicos Великобритания - Aurigny Air Services (Channel Islands) - British Antarctic Survey - Jersey European Airways — больше не использует - Isles of Scilly Skybus - Loganair использовала по франшизе от FlyBe. - North London Skydiving Centre США - Air Illinois - Air Serv International - Air Wisconsin - Allegheny Commuter - Continental Express - Crown Airways (Falls Creek, PA) - Golden West Airlines - Grand Canyon Airlines - NewAir (Formally New Haven Air) - Ozark Airlines - Pilgrim Airlines — больше не использует. - Rocky Mountain Airways - Scenic Airlines Американские Виргинские острова - Seaborne Airlines Вануату - Air Vanuatu Венесуэла - Aeropostal — больше не использует. - Aereotuy — больше не использует. Йемен - Yemenia Airlines Россия - Авиакомпания «Аврора» — c 2014 года - Чукотавиа — с 2013 года - АэроГео (владелец - РН-Аэрокрафт) — с 2015 года |

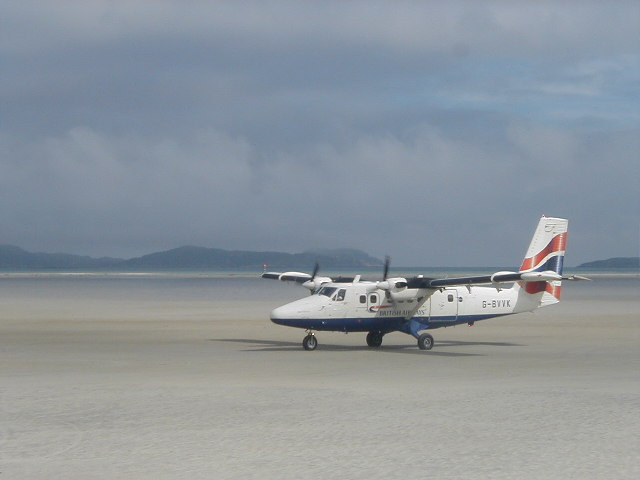
Twin Otter в аэропорту Барра
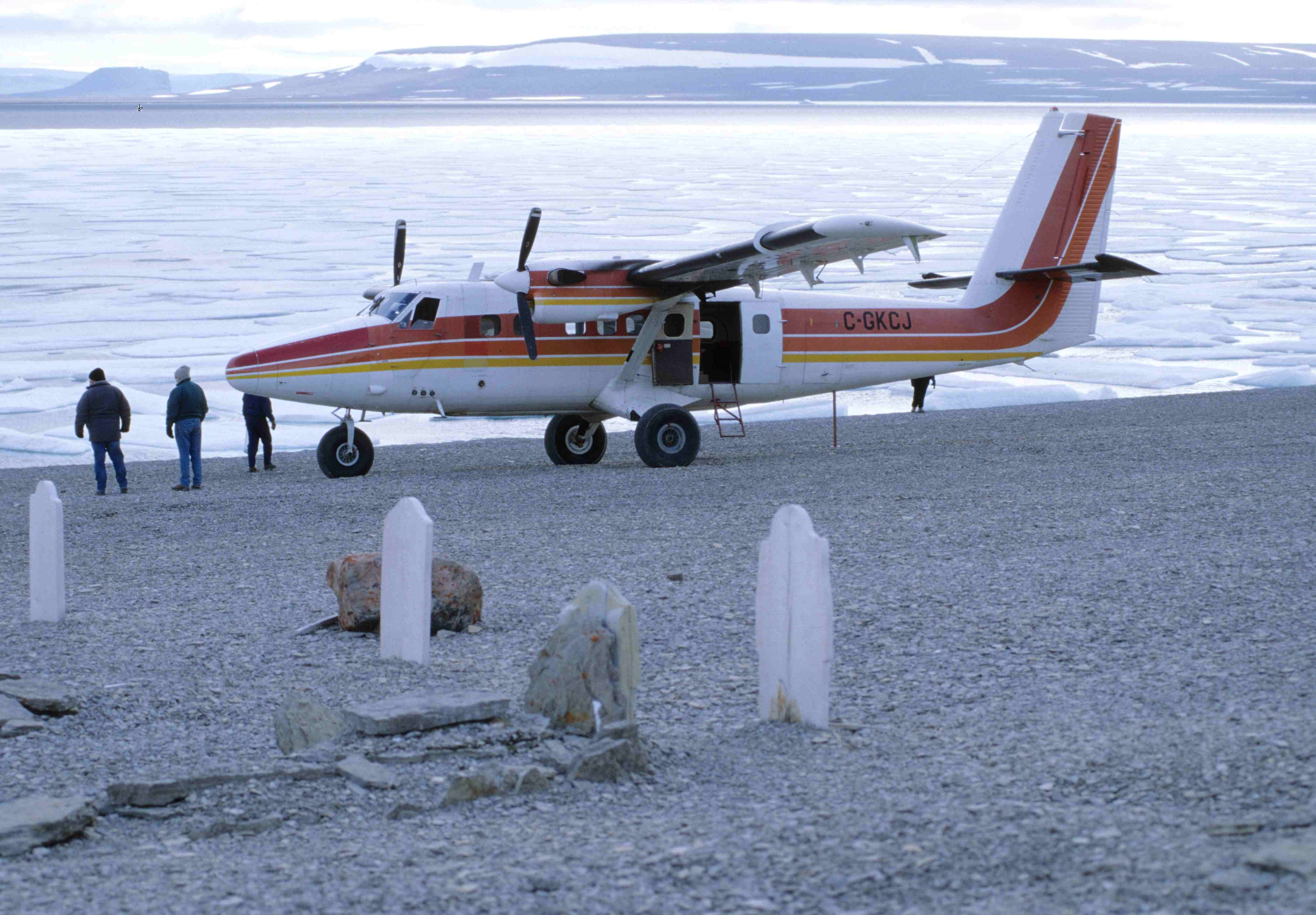
Тwin Otter на острове Beechey среди могил морской экспедиции Джона Франклина (Нунавут, Канада), примерно 1997 год. Обратите внимание на «тундровые» колёса
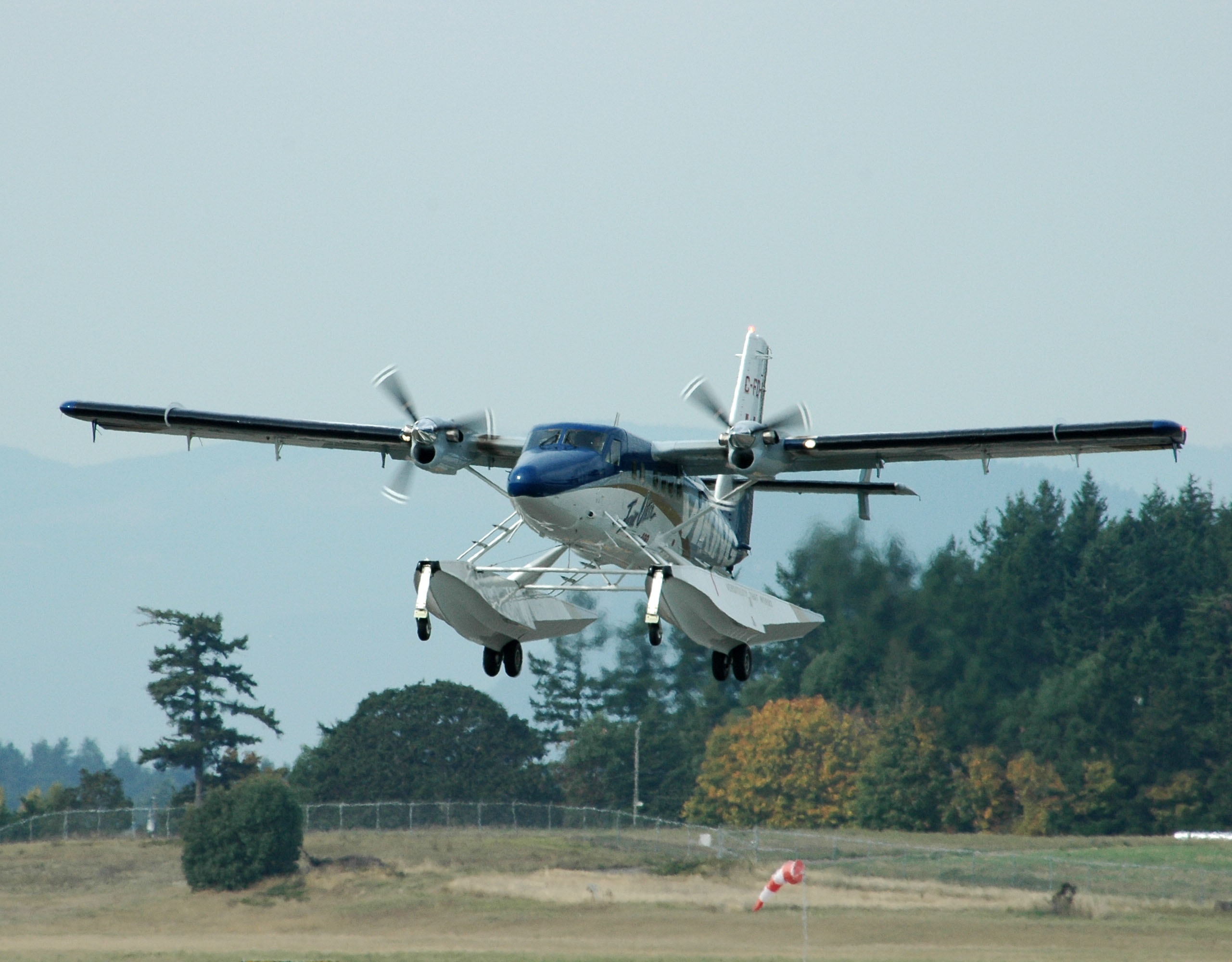
Первый полёт новой модификации Series 400  компании Viking Air 1 октября 2008 г.
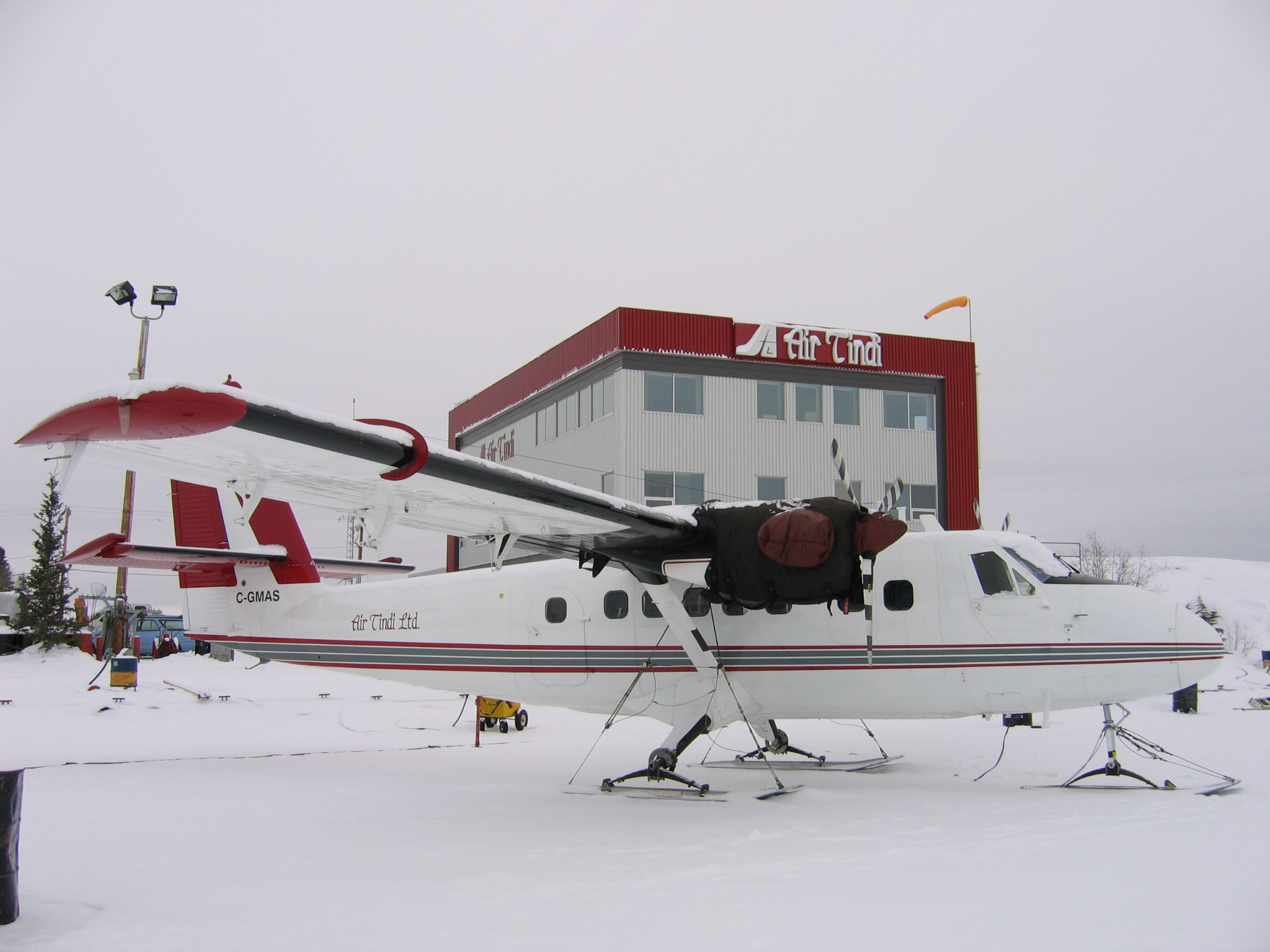
Twin Otter на лыжном шасси

### Военное использование
| Австралия - армейская авиация Аргентина - ВВС Аргентины (база Марамбио) / LADE - Сухопутные войска Аргентины Афганистан Бенин - Вооружённые силы Бенина Вьетнам - Ожидается поставка по заказу ВМФ Вьетнама в 2012—2014 г. Гаити Доминиканская Республика Канада - Вооружённые силы Канады — CC-138 — состоит на вооружении 440-й эскадрилии в Йеллоунайф Чили - ВВС Чили | Колумбия Франция - ВВС Франции - Вооружённые силы Франции Малайзия Непал | Нидерландские Антильские острова (Синт-Мартен) Норвегия - Королевские военно-воздушные силы Норвегии (прекратили активное использование) Панама - ВВС Панамы (до 1988 г.) Филиппины - ВВС Филиппин Парагвай - ВВС Парагвая Перу - ВВС Перу Судан - ВВС Судана | Швейцария - ВВС Швейцарии Уганда - Авиационное подразделение полиции Уганды Шри-Ланка - ВВС Шри-Ланки США - ВВС США - Армия США - Национальное управление океанических и атмосферных исследований Эквадор - ВВС Эквадора Эфиопия - ВВС Эфиопии — 2 шт., по состоянию на 2011 год Ямайка - Силы обороны Ямайки |

## Аварии и катастрофы
По данным сайта Aviation Safety Network, по состоянию на 10 января 2020 года в общей сложности в результате катастроф и серьёзных аварий были потеряны 279 самолётов De Havilland Canada DHC-6 Twin Otter. DHC-6 пытались угнать 13 раз, при этом погибли 5 человек. Всего в этих происшествиях погибли 1487 человек.

### Сходные самолёты
- Ан-2
- Ан-28
- Britten-Norman Islander
- Britten-Norman Trislander
- Fairchild Dornier 228
- GAF Nomad
- Harbin Y-12
- IAI Arava
- Let L-410
- Short SC.7 Skyvan